# Tvillingtjärnarna (Jokkmokks socken, Lappland, 737296-173964)
Tvillingtjärnarna är en sjö i Jokkmokks kommun i Lappland och ingår i Råneälvens huvudavrinningsområde.